# Wereldkampioenschappen schoonspringen 2023 – driemeterplank vrouwen
Het schoonspringen vanaf de driemeterplank voor vrouwen tijdens de wereldkampioenschappen schoonspringen 2023 vond plaats op 20 en 21 juli 2023 in het Prefecturale zwembad van Fukuoka in Fukuoka.

## Uitslag
Groen geeft de finalisten weer.

Blauw geeft de halvefinalisten weer.
| Rang   | Naam                        | Land                | Voorronde      | Voorronde      | Halve finale   | Halve finale   | Finale         | Finale         |
| Rang   | Naam                        | Land                | Punten         | Rang           | Punten         | Rang           | Punten         | Rang           |
| ------ | --------------------------- | ------------------- | -------------- | -------------- | -------------- | -------------- | -------------- | -------------- |
| Goud   | Chen Yiwen                  | China               | 355,00         | 1              | 363,70         | 1              | 359,50         | 1              |
| Zilver | Chang Yani                  | China               | 303,60         | 4              | 354,75         | 2              | 341,50         | 2              |
| Brons  | Pamela Ware                 | Canada              | 304,95         | 3              | 332,40         | 4              | 332,00         | 3              |
| 4      | Maddison Keeney             | Australië           | 301,00         | 6              | 319,75         | 6              | 327,95         | 4              |
| 5      | Chiara Pellacani            | Italië              | 277,70         | 14             | 304,95         | 8              | 308,15         | 5              |
| 6      | Hailey Hernandez            | Verenigde Staten    | 277,45         | 16             | 291,75         | 12             | 307,15         | 6              |
| 7      | Sayaka Mikami               | Japan               | 316,05         | 2              | 340,55         | 3              | 305,25         | 7              |
| 8      | Emilia Nilsson Garip        | Zweden              | 289,80         | 8              | 308,15         | 7              | 302,00         | 8              |
| 9      | Scarlett Mew Jensen         | Verenigd Koninkrijk | 288,60         | 10             | 302,05         | 10             | 299,10         | 9              |
| 10     | Julia Vincent               | Zuid-Afrika         | 277,70         | 14             | 295,95         | 11             | 297,30         | 10             |
| 11     | Sarah Bacon                 | Verenigde Staten    | 292,95         | 7              | 320,10         | 5              | 293,20         | 11             |
| 12     | Elena Bertocchi             | Italië              | 284,85         | 12             | 303,05         | 9              | 269,65         | 12             |
| 13     | Carolina Mendoza            | Mexico              | 276,15         | 18             | 289,75         | 13             | Uitgeschakeld  | Uitgeschakeld  |
| 14     | Elizabeth Roussel           | Nieuw-Zeeland       | 277,10         | 17             | 287,60         | 14             | Uitgeschakeld  | Uitgeschakeld  |
| 15     | Nur Dhabitah Sabri          | Maleisië            | 303,55         | 5              | 285,45         | 15             | Uitgeschakeld  | Uitgeschakeld  |
| 16     | Kim Su-ji                   | Zuid-Korea          | 285,05         | 11             | 283,60         | 16             | Uitgeschakeld  | Uitgeschakeld  |
| 17     | Clare Cryan                 | Ierland             | 289,55         | 9              | 283,45         | 17             | Uitgeschakeld  | Uitgeschakeld  |
| 18     | Lena Hentschel              | Duitsland           | 282,65         | 13             | 225,30         | 18             | Uitgeschakeld  | Uitgeschakeld  |
| 19     | Georgia Sheehan             | Australië           | 274,90         | 19             | Uitgeschakeld  | Uitgeschakeld  | Uitgeschakeld  | Uitgeschakeld  |
| 19     | Jana Rother                 | Duitsland           | 274,90         | 19             | Uitgeschakeld  | Uitgeschakeld  | Uitgeschakeld  | Uitgeschakeld  |
| 21     | Mia Vallée                  | Canada              | 274,80         | 21             | Uitgeschakeld  | Uitgeschakeld  | Uitgeschakeld  | Uitgeschakeld  |
| 22     | Michelle Heimberg           | Zwitserland         | 271,85         | 22             | Uitgeschakeld  | Uitgeschakeld  | Uitgeschakeld  | Uitgeschakeld  |
| 23     | Elna Widerström             | Zweden              | 270,90         | 23             | Uitgeschakeld  | Uitgeschakeld  | Uitgeschakeld  | Uitgeschakeld  |
| 24     | Yasmin Harper               | Verenigd Koninkrijk | 266,10         | 24             | Uitgeschakeld  | Uitgeschakeld  | Uitgeschakeld  | Uitgeschakeld  |
| 25     | Helle Tuxen                 | Noorwegen           | 262,45         | 25             | Uitgeschakeld  | Uitgeschakeld  | Uitgeschakeld  | Uitgeschakeld  |
| 26     | Daniela Zapata              | Colombia            | 262,40         | 26             | Uitgeschakeld  | Uitgeschakeld  | Uitgeschakeld  | Uitgeschakeld  |
| 27     | Gladies Lariesa Garina Haga | Indonesië           | 255,20         | 27             | Uitgeschakeld  | Uitgeschakeld  | Uitgeschakeld  | Uitgeschakeld  |
| 28     | Anisley García              | Cuba                | 254,10         | 28             | Uitgeschakeld  | Uitgeschakeld  | Uitgeschakeld  | Uitgeschakeld  |
| 29     | Naïs Gillet                 | Frankrijk           | 253,90         | 29             | Uitgeschakeld  | Uitgeschakeld  | Uitgeschakeld  | Uitgeschakeld  |
| 30     | Anna Santos                 | Brazilië            | 251,60         | 30             | Uitgeschakeld  | Uitgeschakeld  | Uitgeschakeld  | Uitgeschakeld  |
| 31     | Prisis Ruiz                 | Cuba                | 250,80         | 31             | Uitgeschakeld  | Uitgeschakeld  | Uitgeschakeld  | Uitgeschakeld  |
| 32     | Elizabeth Pérez             | Venezuela           | 233,90         | 32             | Uitgeschakeld  | Uitgeschakeld  | Uitgeschakeld  | Uitgeschakeld  |
| 33     | Kaja Skrzek                 | Polen               | 233,55         | 33             | Uitgeschakeld  | Uitgeschakeld  | Uitgeschakeld  | Uitgeschakeld  |
| 34     | Haruka Enomoto              | Japan               | 232,80         | 34             | Uitgeschakeld  | Uitgeschakeld  | Uitgeschakeld  | Uitgeschakeld  |
| 35     | Rocío Velázquez             | Spanje              | 230,65         | 35             | Uitgeschakeld  | Uitgeschakeld  | Uitgeschakeld  | Uitgeschakeld  |
| 36     | Ng Yan Yee                  | Maleisië            | 229,25         | 36             | Uitgeschakeld  | Uitgeschakeld  | Uitgeschakeld  | Uitgeschakeld  |
| 37     | Park Ha-reum                | Zuid-Korea          | 227,05         | 37             | Uitgeschakeld  | Uitgeschakeld  | Uitgeschakeld  | Uitgeschakeld  |
| 38     | Maha Amer Eissa             | Egypte              | 219,75         | 38             | Uitgeschakeld  | Uitgeschakeld  | Uitgeschakeld  | Uitgeschakeld  |
| 39     | Aranza Vázquez              | Mexico              | 218,70         | 39             | Uitgeschakeld  | Uitgeschakeld  | Uitgeschakeld  | Uitgeschakeld  |
| 40     | Estilla Mosena              | Hongarije           | 215,80         | 40             | Uitgeschakeld  | Uitgeschakeld  | Uitgeschakeld  | Uitgeschakeld  |
| 41     | Celine van Duijn            | Nederland           | 214,60         | 41             | Uitgeschakeld  | Uitgeschakeld  | Uitgeschakeld  | Uitgeschakeld  |
| 42     | Juliette Landi              | Frankrijk           | 211,10         | 42             | Uitgeschakeld  | Uitgeschakeld  | Uitgeschakeld  | Uitgeschakeld  |
| 43     | Ana Ricci                   | Peru                | 207,75         | 43             | Uitgeschakeld  | Uitgeschakeld  | Uitgeschakeld  | Uitgeschakeld  |
| 44     | Ashlee Tan                  | Singapore           | 204,40         | 44             | Uitgeschakeld  | Uitgeschakeld  | Uitgeschakeld  | Uitgeschakeld  |
| 45     | Lauren Hallaselkä           | Finland             | 193,35         | 45             | Uitgeschakeld  | Uitgeschakeld  | Uitgeschakeld  | Uitgeschakeld  |
| 46     | Elizabeth Miclau            | Puerto Rico         | 193,05         | 46             | Uitgeschakeld  | Uitgeschakeld  | Uitgeschakeld  | Uitgeschakeld  |
| 47     | Patrícia Kun                | Hongarije           | 189,30         | 47             | Uitgeschakeld  | Uitgeschakeld  | Uitgeschakeld  | Uitgeschakeld  |
| 48     | Amelie Foerster             | Roemenië            | 188,95         | 48             | Uitgeschakeld  | Uitgeschakeld  | Uitgeschakeld  | Uitgeschakeld  |
| 49     | Bailey Heydra               | Zuid-Afrika         | 188,40         | 49             | Uitgeschakeld  | Uitgeschakeld  | Uitgeschakeld  | Uitgeschakeld  |
| 50     | Caroline Kupka              | Noorwegen           | 184,70         | 50             | Uitgeschakeld  | Uitgeschakeld  | Uitgeschakeld  | Uitgeschakeld  |
| –      | Luana Lira                  | Brazilië            | Niet gefinisht | Niet gefinisht | Niet gefinisht | Niet gefinisht | Niet gefinisht | Niet gefinisht |
| –      | Maggie Squire               | Nieuw-Zeeland       | Niet gestart   | Niet gestart   | Niet gestart   | Niet gestart   | Niet gestart   | Niet gestart   |